# Johanna Frisk
Johanna Maria Frisk, född 19 mars 1986 i Björklinge, är en svensk före detta fotbollsspelare. Hon har fyra SM-guld varav tre med Umeå IK (2006, 2007, 2008) och ett med Tyresö FF (2012). Frisk har även ett guld i Svenska cupen med Umeå IK (2007). Hennes moderklubb är SK Iron.
Frisk spelade i SK Iron och Bälinge IF, innan hon 2006 kom till Umeå IK. 2009 värvades hon av Los Angeles Sol för spel i den amerikanska ligan WPS.År 2010 skrev hon på för Tyresö FF där hon även var lagkapten från 2011. År 2014 avslutade hon karriären på grund av en knäskada. Frisk har därefter bland annat medverkat som  expertkommentator på Sveriges Radio, vilket hon lämnade i september 2020 för att bli expert på NENT Group och kommentera dess Premier League-sändningar samt andra  Viaplay-sändningar.